# 国联安基金
国联安基金管理有限公司简称国联安公司或国联安基金，是中華人民共和國一家中外合資基金管理公司，由国泰君安和安联集团于2003年4月在上海发起成立。總部位於上海。

## 歷史
1994年，英国本森银行準備進入中國市場發展基金業務，並就此与国泰证券談判，不久本森银行被德累斯顿银行收购，德累斯顿银行與國泰證券繼續談判。1997年7月，国泰证券与德累斯顿银行签署协议书，同意未來成立合資的基金管理公司。後來国泰证券与君安证券正式合并为国泰君安证券，国泰君安证券和德累斯顿银行繼續談判。2001年1月，国泰君安证券与德累斯顿银行签署了技术合作协议。後來安联集团又收购了德累斯顿银行，国泰君安证券同樣繼續與安联集团談判。2002年10月16日，国联安基金管理有限公司获准筹建。2003年4月3日，国联安基金管理有限公司准正式开业。
2017年1月9日，国泰君安证券将持有的国联安基金51%的股权转让給中国太平洋保险集团旗下控股的太平洋资产管理有限公司。2018年5月4日，太平洋资产管理有限公司完成股权变更工商登记，正式成为国联安基金大股东。